# Bernard Mayeur
Pour les articles homonymes, voir Mayeur.
Bernard Mayeur, né le 23 février 1938 à Paris et mort le 11 janvier 2004 à Bagnolet, est un joueur de basket-ball français, évoluant au poste d'intérieur.

## Biographie
En club, il évolue sous les couleurs de l'Alsace de Bagnolet avec lequel il remporte deux Championnats de France.
Il joue pour l'équipe de France de 1957 à 1964, participant à trois championnats d'Europe, remportant une médaille de bronze en 1959. En 1960, il participe aux Jeux olympiques d'été à Rome et se classe dixième. Il termine cinquième des Championnats du monde de 1963.

## Palmarès
Équipe de France
- 105 sélections entre 1957 et 1964
- Jeux olympiques
  - 10e en 1960 à Rome
- Championnat du monde
  - 5e au Championnat du monde de basket-ball masculin 1963
- Championnat d'Europe
  -  médaille de bronze au Championnat d'Europe de basket-ball 1959
  - 4e en 1961, 8e en 1957

Clubs
- Champion de France 1961 et 1962 élite  avec l'Alsace de Bagnolet.
- Champion de France d'excellence en 1959 avec l'Alsace de Bagnolet.
- Champion de France élite en 1967 en tant que manager de l'Alsace de Bagnolet.